# Chiến dịch Tunisia
Chiến dịch Tunisia (hay còn gọi là Trận Tunisia) là một loạt trận đánh diễn ra tại Tunisia trong Chiến dịch Bắc Phi thời chiến tranh Thế giới thứ hai, giữa các lực lượng Phe Trục và Đồng Minh. Phe Đồng Minh gồm có lực lượng Đế quốc Anh, (bao gồm cả đội ngũ Ba Lan và Hy Lạp) Hoa Kỳ và Quân đội Pháp Tự do. Trận chiến mở màn với thành công ban đầu của Đức Quốc xã và Phát xít Ý, sau đó lượng hàng tiếp tế khổng lồ và ưu thế áp đảo về quân số của Đồng Minh đã đẩy quân đội phe Trục đến thất bại hoàn toàn. Hơn 230.000 quân Đức và Ý bị bắt làm tù binh, hầu hết trong số đó đều thuộc về Quân đoàn châu Phi của Đức.

## Bối cảnh

### Sa mạc Tây
Hai năm đầu tiên của cuộc chiến tranh ở Bắc Phi là đặc trưng của tình trạng thiếu nguồn tiếp tế và các vấn đề giao thông. Các bờ biển Bắc Phi có vài hải cảng tự nhiên và căn cứ của Anh tại alexandria trên sông Nile với khoảng cách 2.100 km (1.300 dặm) bằng đường bộ cũng như con đường từ Ý tới hải cảng chính Tripoli ở Libya. Cảng nhỏ ở Benghazi và Tobruk là 1.050 km (650 mi) và 640 km (400 mi) về phía tây Alexandria trên Đường cao tốc ven biển Libya (Via Balbia) chạy dọc theo một hành lang hẹp dọc theo bờ biển. Những trận chiến quyết liệt nhằm giành quyền kiểm soát Địa Trung Hải giữa hải quân anh và ý đã khiến nguồn cung cấp quân nhu thông qua Alexandria, Tripoli, Benghazi và Tobruk rất hạn chế và tác động lớn đến cuộc chiến, mặc dù người Anh có thể cung cấp tiếp tế cho quân đội của mình tại Ai Cập thông qua các tuyến đường dài băng qua Đại Tây Dương xung quanh Bán đảo Cape và Ấn Độ Dương vào Biển Đỏ.
Khó khăn kéo dài trong việc tiếp viện cho các lực lượng quân sự trong sa mạc, dẫn đến nhiều chiến thắng thiếu quyết đoán của cả hai bên và tiến bộ không kết quả dài dọc theo bờ biển. Các cuộc tấn công Ai Cập của quân đội Ý do tập đoàn quân số 10 vào năm 1940, chỉ tiến triển được 97 km (60 dặm) sang Ai Cập và hơn 1.600 km (1.000 dặm) trong một đường thẳng từ Tripoli, 600 km (370 dặm) từ Benghazi và 320 km (200 mi) từ Tobruk. Các lực lượng quân đội sa mạc của Phương Tây (WDF) đã chiến đấu quyết liệt nhằm trì hoãn cuộc tấn công làm người Ý phải lùi về Mesa Matruh (Matruh), sau đó thực hiện chiến dịch Compass là một cuộc đột kích và phản công vào Libya. Tập đoàn quân số 10 đã bị đánh tan tác và WDF chiếm El Agheila, khoảng 970 km (600 dặm) từ Alexandria. Sự cứu trợ của người Đức với Quân đoàn Phi Châu (Afrika Korps) phe Trục phản công trong tháng 4 năm 1941 đẩy lui WDF về biên giới Ai Cập nhưng thất bại trong việc lấy lại Tobruk.
Trong tháng 11 năm 1941, Tập đoàn quân số VIII phục hồi, nhờ vào việc cung cấp khoảng cách ngắn từ Alexandria cho tiền tuyến và tung ra Chiến dịch Crusader, làm giảm sự vây hãm Tobruk và một lần nữa đạt El Agheila. Các lực lượng của tập đoàn quân VIII đã sớm bị đẩy trở lại Gazala về phía tây Tobruk và ở trận gazala tháng 5 năm 1942, phe Trục tung ra đòn đánh chí tử đẩy quân đồng minh về tận EI Alamein, chỉ cách 160 km (100 dặm) đến Alexandria. Trong năm 1942, Hải quân Hoàng gia và Hải quân Italia vẫn còn tranh giành Địa Trung Hải nhưng việc quân Anh chiếm đảo Malta cho phép các lực lượng không quân Hoàng gia đánh chìm nhiều tàu cung cấp của Ý hơn. Với số lượng lớn vật tư có sẵn do người Anh được Hoa Kỳ cung cấp nên cuối cùng Tập đoàn quân số VIII cũng được tiếp tế đầy đủ và áp đảo đối phương. Việc Tập đoàn quân thứ VIII không còn bị hạn chế về tiếp viện dẫn đến quân Trục đã bị đẩy về phía tây Ai Cập sau trận El Alamein lần thứ hai vào tháng 10 năm 1942.

### Chiến dịch Bó đuốc

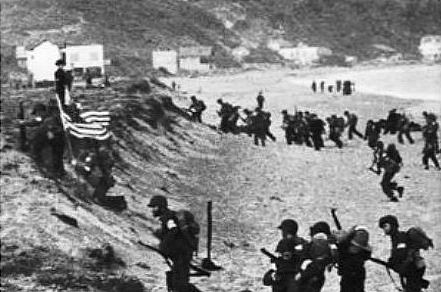
Quân Mĩ đổ bộ trên bờ biển Algerian trong chiến dịch Bó đuốc

Vào tháng 7 năm 1942, quân Đồng minh đã đồng ý rằng đề xuất thực hiện đổ bộ quy mô ở miền bắc nước Pháp ngay trong năm 1942, hay các ý tưởng đổ bộ trực tiếp vào lãnh thổ đang thuộc kiểm soát của phát xít vào năm 1943 sẽ kết thúc trong thảm họa, bởi vậy họ quyết định hoãn cuộc tấn công lại.[12] Thay vào đó tất cả đã nhất trí rằng cuộc đổ bộ vào các vùng lãnh thổ hiện đang do chính phủ Vichy kiểm soát ở Bắc Phi: Morocco,Algeria và Tunisia và sau đó dốc toàn lực đánh về phía đông cùng với quân đồng minh đang chiến đấu tại Ai Cập tạo thành gọng kìm hợp vây những lực lượng phát xít ở phía sau của họ.[13] Quân Đồng Minh chiếm đóng toàn bộ bờ biển Bắc Phi sẽ dễ kiểm soát toàn bộ Địa Trung Hải để Đồng Minh vận chuyển hàng hóa từ đó giảm một lượng lớn thời gian vì phải duy trì nguồn cung cấp qua các tuyến đường vòng vèo qua Mũi Hảo Vọng. Ngày 08 tháng 11, Chiến dịch Bó đuốc được thực hiện khi lực lượng Đồng Minh đổ bộ tại Algeria (tại Oran và Algiers) và Ma-rốc (tại Casablanca) với ý định rằng một khi lực lượng Pháp Vichy ở Algeria đã đầu hàng, nguồn cung ứng sẽ được thực hiện để chạy đua đến Tunis khoảng 800 km (500 dặm) về phía Đông.

### Hệ thống phòng thủ tự nhiên của Tunisia

Phác họa bản đồ chiến dịch Tunisia trong giai đoạn 1942-1943

Tunisia là hình chữ nhật, với miền Bắc và nhiều ranh giới phía đông của nó nằm trên bờ biển Địa Trung Hải. Hầu hết biên giới phía tây đất liền giáp với Algeria khống chế đường phía tây của dãy núi Atlas chạy từ bờ biển Đại Tây Dương của Ma-rốc, 1.900 km (1.200 dặm) về phía đông tới Tunis. Phần biên giới này dễ dàng phòng thủ qua một số con đường nhỏ qua hai tuyến bắc-nam của ngọn núi. Ở phía nam, một tuyến thứ hai của dãy núi thấp hơn hạn chế các phương pháp tiếp cận đến một khoảng cách hẹp, phải đối mặt với Libya về phía đông, giữa Dãy Matmata và bờ biển. Người Pháp đã sớm xây dựng các công trình phòng thủ được gọi là Tuyến Mareth dọc theo đồng bằng rộng 20 km (12 dặm) và sâu 30 km (19 dặm), để bảo vệ chống lại một cuộc xâm lược Ý từ Libya.
Chỉ có ở phía bắc là địa hình thuận lợi để tấn công; tại đây dãy núi Atlas dừng lại gần bờ biển phía đông, để lại một vùng rộng lớn trên bờ biển phía tây bắc không được bảo vệ. tuyến phòng thủ ở phía bắc có thể đối phó với các lực lượng tiếp cận, trong khi Tuyến Mareth đảm bảo an toàn ở phía nam. Ở giữa, chỉ có một vài cách dễ dàng bảo vệ đi qua dãy núi Atlas. Tunisia có hai cảng nước sâu lớn tại Tunis và Bizerte, chỉ có vài trăm dặm từ các căn cứ cung cấp Ý ở Sicily. Tàu có thể cung cấp nguồn cung vào ban đêm, an toàn từ các cuộc tuần tra RAF và trở lại vào đêm hôm sau, trong khi Libya là một chuyến đi cả ngày, làm cho hoạt động cung ứng dễ bị không quân tấn công ban ngày. Theo quan điểm của Hitler, Tunisia có thể giữ được vô thời hạn, làm xáo trộn kế hoạch quân đồng minh ở châu Âu.

## Chạy đua giành Tunis

### Đồng Minh tiến quân

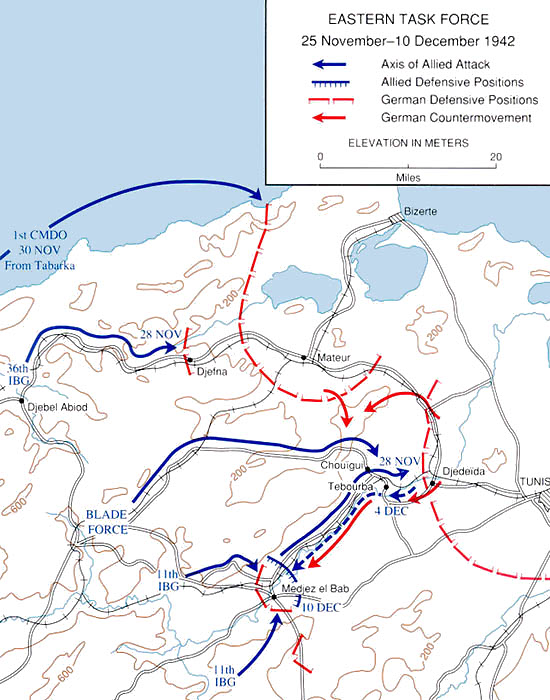
Chiến sự tại Tunisia từ 25 tháng 11 tới 10 tháng 12 năm 1942

Từ ngày 10 tháng 11, sự chống đối của Pháp với chiến dịch Bó đuốc đã dừng lại, tạo một khoảng trống quân sự ở Tunisia. Tập đoàn quân số 1 (Trung tướng Kenneth Anderson), đã ngay lập tức ra lệnh gửi Lữ đoàn bộ binh số 36, đơn vị dự bị cơ động cho cuộc đổ bộ ở Algeria hướng về phía đông bằng đường biển để chiếm các cảng cảa Algeria tại Bougie, Philippeville, Bône và trường bay tại Djedjelli, đặt bước chuẩn bị đầu tiên cho cuộc tiến quân vào Tunisia. Tổng tư lệnh của bộ chỉ huy liên quân quyết định tiến công với các lực lượng có thể dùng được, không bao gồm quân đang đổ bộ gần Tunisia. Aderson cần đưa tối đa quân về phía đông thật nhanh trước khi phe Trục kịp củng cố Tunisia, song quân Đồng minh khi đó chỉ có 2 lữ đoàn cùng vài đơn vị thiết giáp tăng cường cùng pháo binh cho cuộc tấn công.

### Phản ứng của phe Trục
Thống sứ Pháp tại Tunisia,Admiral Esteva, đã quá sợ hãi để hỗ trợ quân Đồng Minh hoặc chống lại quân Phát xít.Ông ta không đóng cửa các sân bay cho phía bên kia nên giúp các đơn vị Đức đầu tiên tới vào ngày 9 tháng 11, báo cáo về 40 máy bay Đức đến Tunis vào 10 tháng 11,ra đa do thám thì cho thấy có đến 100 chiếc.Hai ngày sau một cầu vận tải hàng không bắt đầu đưa hơn 15000 lính và 590 tấn hàng tiếp tế, tàu vận tải đưa tới 176 xe tăng,131 bộ phận pháo,1152 xe cộ và 13000 tấn hàng cung ứng.Đến cuối tháng,3 sư đoàn Đức,bao gồm cả sư đoàn Panzer 10 và 2 sư đoàn bộ binh Ý đã đến.Walther Nehring được bổ nhiệm làm chỉ huy quân đoàn XC mới tạo thành ngày 12 tháng 11 và bay đến nơi vào 17 tháng 11.
Ngày 19 tháng 11, chỉ huy quân đội Đức, Walter Nehring, đã yêu cầu lực lượng của ông vượt cầu tại Medjez và bị chặn lại bởi quân của tướng Barré. Người Đức tấn công hai lần và bị đẩy lùi nhưng quân Pháp phải trả giá đắt cho chiến thắng do thiếu thiết giáp và pháo binh nên buộc phải rút lui. Mặc dù có vài lực lượng Pháp Vichy, như Barré đang chống lại quân Trục,các lực lượng Vichy vẫn còn chưa chắc chắn sẽ theo bên nào mãi cho đến ngày 22 tháng 11.Tới thời gian này, quân Trục đã có thể xây dựng một quân đoàn và áp đảo hơn so với Đồng minh trong hầu hết các phương diện.

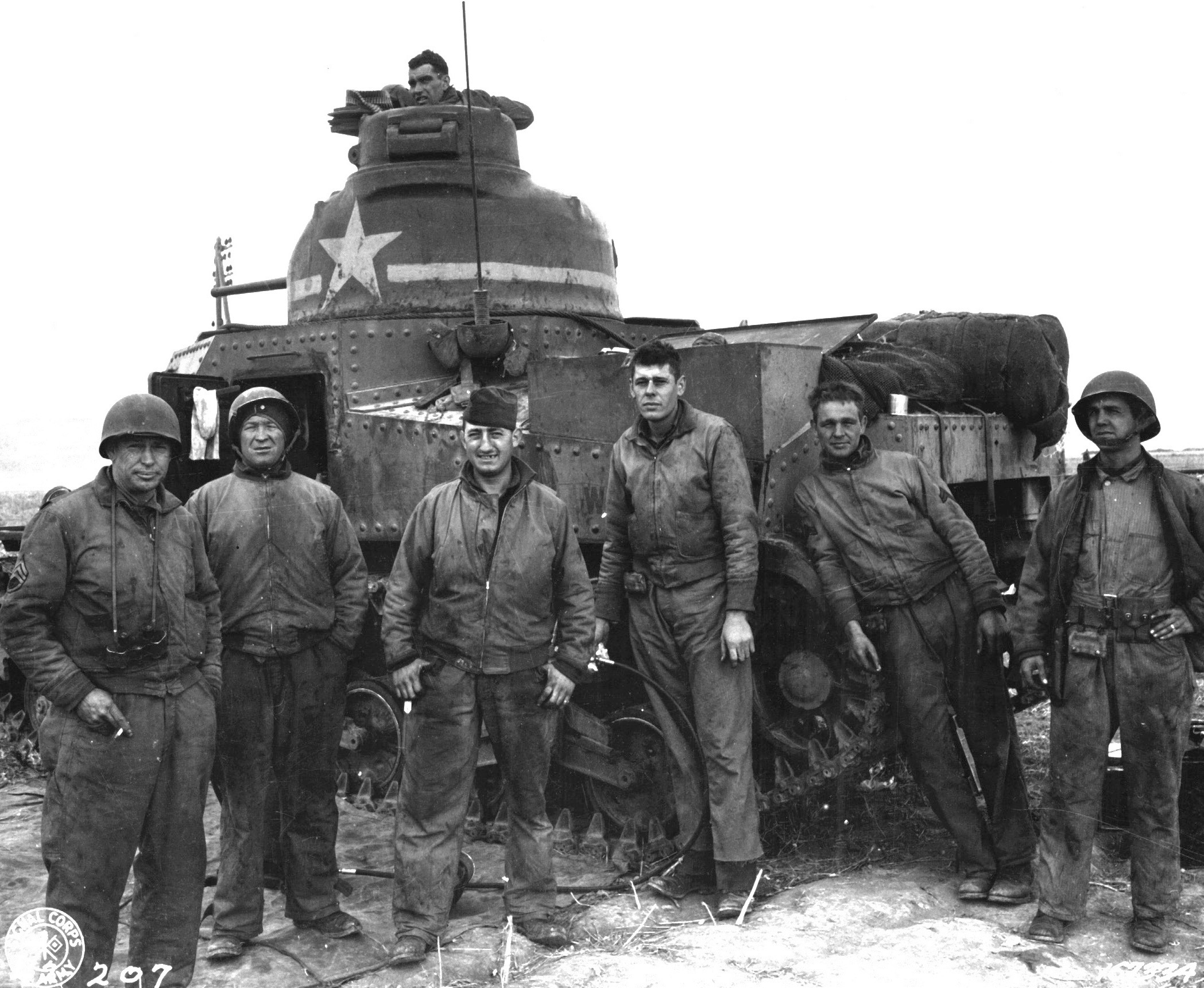
Một tổ lái xe tăng M3 Lee tại Souk el Arba,23 tháng 11 năm 1943

### Pháp chính thức về phe Đồng Minh
Chỉ huy quân đội Pháp tại Tunisia,tướng Barré,đưa quân vào vùng núi phía Tây và hình thành một tuyến phòng ngự từ Tebersouk đến Majaz al Bal (Medjez el Bal).
Ngày 22 tháng 11, Hiệp định Bắc Phi đã chấp nhận Bắc Phi thuộc Pháp theo phe Đồng Minh, cho phép quân đội Đồng Minh được gửi tới mặt trận.

### Cuộc chiến
Có hai con đường phía Đông vào Tunisia từ Algeria. Kế hoạch của Đồng Minh là tiến lên dọc theo hai con đường để chiếm Bizerte và Tunis. Ngày 11 tháng 11, Lữ đoàn bộ binh 36 của Anh đã chiếm Bougie nhưng nguồn cung thiếu hụt đã trì hoãn việc chiếm Djedjelli cho đến ngày 13 tháng 11. Sân bay Bone đã bị chiếm sau đợt thả dù của Tiểu đoàn Dù 3, và tiếp đó là vào ngày 12 tháng 11, 6 đội biệt kích chiếm giữ cảng. Lực lượng dẫn đầu của Lữ đoàn Bộ binh 36 đã tới Tebarka vào ngày 15 tháng 11 và Djebel Abiod ngày 18 tháng 11, nơi họ gặp lực lượng của quân Trục. Xa hơn nữa về phía Nam, vào ngày 15 tháng 11, một tiểu đoàn dù của Hoa Kỳ đã nhảy dù mà không gặp kháng cự tại Youks-les-Bains, chiếm sân bay và chiếm tiếp sân bay tại Gafsa vào ngày 17 tháng 11.
Hai nhóm lữ đoàn Đồng Minh lần lượt hướng về Djebel Abiod và Beja. Luftwaffe, vui mừng khi có ưu thế trên không phận "sân nhà" (trong khi máy bay của quân Đồng Minh phải bay từ các căn cứ tương đối xa ở Algeria) đã liên tục quấy rối hai lữ đoàn này. Vào ngày 17 tháng 11, cùng ngày Nehring đến, các lực lượng đi đầu của Lữ đoàn 36 Anh trên đường phía Bắc đã gặp một lực lượng gồm 17 xe tăng và 400 lính nhảy dù với súng tự hành tại Djebel Abiod. Quân dù Đức, Luftwaffe và hỏa lực của quân chi viện Ý từ Sư đoàn Bộ binh vùng núi 1 Superga đã đánh bật 11 xe tăng nhưng bước tiến của họ đã bị dừng lại trong khi cuộc chiến tại Djebel Abiod tiếp tục trong chín ngày. Vào ngày 22 tháng 11, xe tăng của Lữ đoàn 50 Ý đã buộc lính Mỹ phải bỏ Gafsa. Hai trụ cột của Đồng Minh tập trung ở Djebel Abiod và Beja, chuẩn bị cho một cuộc tấn công vào ngày 24 tháng 11. Lữ đoàn số 36 đã tiến từ Djebel Abiod về hướng Mateur và Lữ đoàn số 11 đã di chuyển xuống thung lũng sông Merjerda để chiếm Majaz al Bab (thể hiện trên các bản đồ đồng minh là Medjez el Bab hoặc Medjez) và sau đó đến Tebourba, Djedeida và Tunis. Blade Force, một nhóm trung đoàn thiết giáp vũ trang tấn công qua các vùng trên các con đường nhỏ trong khoảng cách giữa hai lữ bộ bộ binh tới Sidi Nsir và tấn công vào sườn quân Trục tại Terbourba và Djedeida.
Cuộc tấn công phía Bắc không diễn ra vì mưa u ám đã làm chậm quá trình chuẩn bị.Trong khi đó Lữ đoàn 11 ở phía Nam đã bị chặn lại bởi sự kháng cự vững trãi tại Medjez. Blade Force đi xuyên qua Sidi Nsir để chiếm Đèo Chouigui, lực lượng phía bắc Terbourba thuộc Blade Force thâm nhập vào được phía sau phòng tuyến của quân Trục tới căn cứ không quân vừa mới được xây dựng tại Djedeida vào buổi chiều và phá hủy hơn 20 máy bay Trục nhưng do thiếu lực lượng bộ binh nên phải rút lui tới Chouigui. Cuộc tấn công của Blade Force khiến Nehring bất ngờ và ông quyết định rút khỏi Medjez để tăng cường Djedeida, chỉ cách Tunis 30 km (19 dặm) Cuộc tấn công chậm trễ của Lữ đoàn 36 bắt đầu vào ngày 26 tháng Mười Một nhưng họ bị phục kích làm cho tiểu đoàn đi đàu có tới 149 thương vong.Các cuộc tấn công tiếp theo đã bị lái vào những kế hoạch phòng ngự khéo léo được xây dựng sẵn. Một cuộc đổ bộ thứ yếu bởi một nhóm biệt kích cách 23 km (14 dặm) về phía tây của Bizerta vào ngày 30 tháng 11 với một nỗ lực nhằm tạt sườn vị trí tại Jefna thất bại và đơn vị này đã gia nhập Lữ đoàn 36 vào ngày 3 tháng 12. Vị trí này vẫn ở trong tay quân Đức cho đến những ngày cuối cùng của cuộc chiến tại Tunisia vào mùa xuân sau.
Vào đầu ngày 26 tháng 11, khi quân Đức rút lui, Lữ đoàn 11 đã có thể vào Medjez mà không bị chặn lại và vào cuối ngày đã chiếm được các vị trí trong và xung quanh Tebourba, cũng đã được quân Đức sơ tán, chuẩn bị tiến lên Djedeida. Tuy nhiên, vào ngày 27 tháng 11, người Đức tấn công dữ dội và nỗ lực của Lữ đoàn 11 để lấy lại thế chủ động vào sớm ngày 28 tháng 11, tấn công vào sân bay Djedeida với sự trợ giúp của thiết giáp Mỹ đã thất bại. Ngày 29 tháng 11, Bộ Chỉ huy Chiến đấu B của Sư đoàn 1 Thiết giáp Hoa Kỳ đã tập trung hướng thực hiện một cuộc tấn công kết hợp với Blade Force dự kiến vào ngày 2 tháng Mười Hai. Họ đã bị chặn bởi một cuộc phản công của phe Trục, dưới sự chỉ huy của Thiếu tướng Wolfgang Fischer thuộc Sư đoàn Bộ binh số 10 vừa mới đến Tunisia. Vào tối ngày 2 tháng 12, lực lượng Blade Force đã rút lui bỏ lại Lữ đoàn 11 và Bộ Chỉ Huy Chiến đấu B đối đầu với cuộc tấn công của Phát xít.Điều này có nguy cơ làm cho Lữ đoàn 11 bị cắt đứt và đột phá vào phía sau chiến tuyến Đồng Minh song cuộc chiến tuyệt vọng hơn 4 ngày đã làm chậm bước tiến của quân Trục, giúp họ rút lui có trật tự tới vùng đất cao phía tây con sông tại Terbourba.
Lực lượng Đồng minh ban đầu rút lui khoảng 9,7 km (6 dặm) tới các vị trí cao của Đồi Longstop (Djebel el Ahmera) và Bou Aoukaz ở mỗi bên bờ sông, nhưng lo ngại về việc dễ bị đánh tật sườn đã thúc đẩy việc rút quân sâu hơn về phía tây do đó đến cuối ngày 10 tháng 12, các đơn vị đồng minh đã tổ chức một tuyến phòng thủ ở phía đông tại Medjez el Bab. Ở đây, họ bắt đầu chuẩn bị một cuộc tấn công khác và đã sẵn sàng vào cuối tháng 12 năm 1942. Việc chuẩn bị chậm đã mang lại cho lực lượng Đồng minh lên đến tổng số 54.000 quân Anh, 73.800 quân Mỹ và 7.000 quân Pháp. Một cuộc thống kê tình báo vội vã cho thấy có khoảng 125.000 quân chiến đấu và 70.000 quân phục vụ, chủ yếu là Ý, trước mặt họ. Cuộc tấn công chính bắt đầu vào chiều ngày 22 tháng 12. Mặc dù có mưa và thiếu không quân hỗ trợ, cuộc tấn công đã giành lại các đỉnh núi thấp của dãy Longstop dài 900 foot (270 mét) kiểm soát hành lang sông từ Medjez đến Tebourba và từ đó đến Tunis. Sau ba ngày chiến đấu, với đạn dược cạn kiệt và các lực lượng của Trục đang giữ vùng cao gần đó, vị trí Longstop trở nên không thể bảo vệ và quân đồng minh buộc phải rút lui về Medjez, đến ngày 26 tháng 12 năm 1942, quân Đồng minh đã Rút lui khỏi chiến tuyến mà họ đã tạo ra từ hai tuần trước đó, bị thiệt hại là 20.743 người.

## Sau cuộc chiến

### Tình hinh chính trị của Pháp
Trong khi những trận chiến diễn ra, thì chủ nghĩa bè phái ở Pháp lại bùng nổ. Ngày 24 tháng 12, François Darlan bị ám sát và Henri Giraud thành công với tư cách là Ủy viên Cao cấp. Trước sự phản kháng của lực lượng Pháp Tự do, chính phủ Hoa Kỳ vẫn bày tỏ sự sẵn lòng đáng kể để làm cho một thỏa thuận với Darlan và chính phủ Vichy. Do đó, cái chết của Darlan dường như là cơ hội để kết hợp với người Pháp ở Bắc Phi và lực lượng Pháp tự do của Charles de Gaulle. De Gaulle và Giraud đã gặp nhau vào cuối tháng Một nhưng có rất ít tiến bộ đã được thực hiện trong việc hòa giải sự khác biệt của họ hoặc các cử tri mà họ đại diện. Cho đến tháng 6 năm 1943 Ủy ban Giải phóng Dân tộc Pháp (CFLN) được thành lập dưới sự chỉ đạo chung của Giraud và De Gaulle nhưng De Gaulle nhanh chóng làm lu mờ Giraud, người đã thẳng thắn không thích trách nhiệm chính trị và ít nhiều sẵn lòng tự nhuyện làm theo Lãnh đạo của lực lượng Pháp tự do.

### Sự thay đổi chỉ huy
Nehring, được đánh giá như một chỉ huy xuất sắc, đã liên tục làm các chỉ huy cấp cao của ông nổi điên với những lời phê bình thẳng thắn và bị thay thế khi chỉ huy đổi tên tập đoàn quân panzer 5 cùng với Đại tướng Hans-Jurgen von Arnim tới Tunis vào ngày 8 tháng 12 mà không báo trước để đảm nhiệm việc chỉ huy.

## Bế tắc và tăng viện
Tập đoàn quân bao gồm sư đoàn bộ binh hỗn hợp von Broich / von Manteuffel thuộc khu vực Bizerte, Sư đoàn 10 Panzer ở trung tâm trước Tunis và Sư đoàn Bộ binh vùng núi 1 ở phía Nam nhưng Hitler đã nói với Arnim rằng quân đoàn sẽ được củng cố lên đến ba sư đoàn bộ binh cơ giới hóa và ba sư đoàn thiết giáp.Quân Đồng Minh đã cố gắng ngăn chặn quân Trục củng cố bằng các lực lượng đáng kể không quân và hải quân quân nhưng Tunis và Bizerta chỉ cách 190 km (120 dặm) từ các cảng và sân bay phía Tây Sicily, 290 km (180 dặm) từ Palermo và 480 km (300 dặm) từ Naples, khiến cho rất khó để đánh chặn các phương tiện vận chuyển quân Trục có lợi thế đáng kể của không quân bảo vệ.Từ giữa tháng 11 năm 1942 đến tháng 1 năm 1943, 243.000 người và 870.000 tấn vật tư và thiết bị đến Tunisia bằng đường biển và đường hàng không.
Tướng Eisenhower đã chuyển các đơn vị khác từ Ma-rốc và Algeria từ phía đông sang Tunisia. Ở phía Bắc, Tập đoàn quân số 1 của Anh, trong ba tháng tiếp theo, đã nhận thêm ba sư đoàn Anh, các Sư đoàn Bộ binh số 1, 4 và 46, tham gia vào các sư đoàn thiết giáp số 6 và bộ binh số 78. Đến cuối tháng ba, Bộ Tư lệnh Quân đoàn IX Anh (Trung tướng John Crocker) đã đến để gia nhập V Quân đoàn Anh (Trung tướng Charles Allfrey) chỉ huy quân mở rộng. Trên cánh phải của họ, cơ sở của quân đoàn XIX Pháp (Tướng Alphonse Juin) với 2 sư đoàn đã được tập hợp.
Ở phía Nam là Quân đoàn II Hoa Kỳ (Thiếu tướng Lloyd Fredendall), bao gồm các Sư đoàn Bộ binh số 1 và 34 và Sư đoàn Thiết giáp số 1 (mặc dù Sư đoàn 34 thuộc Quân đoàn IX ở phía Bắc). Giraud đã từ chối không cho đặt Quân đoàn XIX của Pháp dưới sự chỉ huy của Tập đoàn quân số 1 của Anh và vì vậy, cùng với Quân đoàn II Hoa Kỳ, vẫn nằm dưới sự chỉ huy của Bộ tư lệnh quân Đồng minh (AFHQ). Những sân bay tiền tuyến mới được xây dựng để cải thiện không quân hỗ trợ. Người Mỹ cũng bắt đầu đặt các căn cứ tại Algeria và Tunisia, để tạo thành một căn cứ tiền tuyến lớn ở Maknassy, nằm ở rìa phía đông của dãy núi Atlas, có vị trí tốt để cắt Sư đoàn bộ binh vùng núi 1 ở phía Nam khỏi Tunis và Tập đoàn quân Panzer 5 ở phía bắc.

## Kasserine
Xem thêm về trận đèo Kasserine tại: Trận đèo Kasserine

### Khởi đầu
Trong nửa đầu tháng Giêng, Anderson đã có những kết quả tổng hợp từ việc liên tục gây áp lực thông qua các cuộc tấn công giới hạn và trinh sát. Arnim đã làm tương tự như vậy và vào ngày 18 tháng 1, tung ra Unternehmen Eilbote I (Chiến dịch chuyển phát I). Các đơn vị của sư đoàn Panzer 10 và sư đoàn Bộ binh 334 tấn công từ Pont du Fahs để tạo thêm không gian phía trước Sư đoàn Superga của Ý và ngăn chặn một đồng minh kéo về phía đông tới bờ biển tại Enfidaville để cắt Rommel khỏi tuyến liên lạc. Cuộc tấn công về phía tây vào phía cánh phải của Quân đoàn V Anh ở Bou Arada chỉ đạt được thành tựu hạn chế nhưng ở phía nam, cuộc tấn công của ông vào các vị trí của Pháp xung quanh "bản lề" nối phía Tây và Đông Dorsals thành công, tiến 56 km (35 mi) về phía nam tới Ousseltia và 40 km (25 dặm) về phía tây nam đến Robaa. Những người lính được trang bị không đầy đủ đã kháng cự dữ dội nhưng bị tràn ngập và tương đương với bảy tiểu đoàn bộ binh bị cắt đứt trên các ngọn núi. Anderson phái Lữ đoàn 36 đến Robaa và yêu cầu Lloyd Fredendall gửi Lực lượng Chỉ huy Chiến đấu B từ Sư đoàn Thiết giáp số 1 đến Ousseltia để đặt dưới sự chỉ huy của Juin khi đến. Cuộc chiến khốc liệt kéo dài đến ngày 23 tháng 1 nhưng mặt trận đã ổn định.
Sự yếu kém của Đồng minh trong khả năng phối hợp đã khiến Eisenhower thay đổi cơ cấu chỉ huy và ngày 21 tháng 1, Anderson chịu trách nhiệm phối hợp toàn bộ mặt trận và ngày 24 tháng 1, trách nhiệm của ông được mở rộng bao gồm "việc sử dụng quân đội Mỹ ". Đêm đó, Juin chấp nhận lệnh của Anderson, được xác nhận bởi Giraud ngày hôm sau nhưng với lực lượng trải rộng ra trên 320 km (200 dặm) và thông tin liên lạc rất kém (Anderson phải lái xe trên 1.600 km (1.000 dặm) trong bốn ngày để nói chuyện với Chỉ huy quân đoàn) khiến việc thi hành lệnh khá khó khăn. Eisenhower bổ nhiệm một chỉ huy không quân, Chuẩn tướng Laurence S. Kuter, cho toàn bộ mặt trận vào ngày 21 tháng 1.
Erwin Rommel đã có kế hoạch cho các lực lượng rút lui qua Libya để tiến vào tuyến Mareth Line cũ do Pháp xây dựng. Các lực lượng Trục sẽ kiểm soát hai lối vào tự nhiên của Tunisia ở phía bắc và nam, và chỉ có những ngọn núi dễ bảo vệ nằm giữa họ. Vào tháng Giêng, những bộ phận của Tập đoàn quân Panzer Đức-Ý về bảo vệ Mareth được đổi tên thành Tập đoàn quân số 1 Ý (General Giovanni Messe), tách khỏi các đơn vị (bao gồm cả phần còn lại của Afrika Korps), đã phải đối mặt với Dorsale vè phía Tây. Ngày 23 tháng 1 năm 1943, Tập đoàn quân số VIII đã chiếm Tripoli, khi đó lúc lượng rút lui qua Libya đã lên đường đến vị trí của Mareth. Một phần của Quân đoàn II Hoa Kỳ đã vượt qua Tunisia qua các đèo núi Atlas từ Algeria, kiểm soát phía trong của tam giác được hình thành bởi các ngọn núi. Vị trí của họ đã tăng nguy cơ tấn công hướng về phía đông tới Sfax trên bờ biển, để cắt đứt Tập đoàn quân số 1 Ý tại Mareth khỏi lực lượng của Arnim về phía bắc xung quanh Tunis. Rommel không thể cho phép điều này và lập kế hoạch cho một cuộc tấn công.

### Trận Sidi Bou Zid
Vào ngày 30 tháng 1 năm 1943,Sư đoàn Panzer 21 của Đức và ba sư đoàn Ý từ Tập đoàn quân Panzer 5 đã gặp các bộ phận của quân Pháp gần Faïd, đèo chính từ cánh phía đông của dãy núi trong vùng đồng bằng ven biển. Fredendall đã không đáp lại yêu cầu của Pháp để đưa quân tiếp viện xe tăng từ Sư đoàn Thiết giáp 1 và sau cuộc kháng cự tuyệt vọng, những người lính phòng ngự thiếu thốn của Pháp đã bị tràn ngập. Một số cuộc phản công đã được tổ chức, bao gồm cả một cuộc tấn công muộn màng của Lực lượng Chỉ huy B (CCB) của Sư đoàn Thiết giáp Hoa Kỳ 1, nhưng tất cả đều bị lực lượng của Arnim đánh bại và lần này họ đã tạo ra các vị trí phòng thủ mạnh. Sau ba ngày, lực lượng Đồng minh buộc phải rút lui vào vùng đồng bằng bên trong để tạo tuyến phòng ngự mới tại thành phố nhỏ Sbeitla.
Trong Chiến dịch Frühlingswind (gió xuân), Arnim đã ra lệnh cho bốn nhóm thiết giáp chiến đấu vào ngày 14 tháng 2 trong khu vực Sidi Bou Zid được giữ bới trung đoàn 168 Bộ binh của Sư đoàn Bộ binh số 34 và Lực lượng chỉ huy A(CCA) thuộc sư đoàn thiết giáp 1. Cách bố trí của phía phòng thủ rất kém, các đơn vị bị phân tán khiến họ không thể hỗ trợ lẫn nhau. Đến ngày 15 tháng 2, CCA đã bị thiệt hại nặng bỏ lại các đơn vị bộ binh nằm trên những ngọn đồi. Lực lượng Chỉ huy C(CCC) được lệnh tấn công để giải tỏa Sidi Bou Zid nhưng đã bị đẩy lùi với những tổn thất nặng nề. Vào tối ngày 15 tháng 2, ba nhóm chiến đấu của Axis đã có thể hướng về Sbeitla, 32 km (20 dặm) về phía tây bắc. Gạt sang một bên những phần còn lại của CCA và CCC, các đoàn quân đã phải đối mặt với CCB ở ngay trước Sbeitla. Với sự trợ giúp của không quân, CCB đã giữ được suốt cả ngày. Tuy nhiên, sự hỗ trợ của không quân không thể duy trì được lâu và quân bảo vệ Sbeitla bị buộc phải rút lui, thị trấn thất thủ vào giữa trưa ngày 17 tháng 2.
Ở phía nam, trong Chiến dịch Morgenluft (gió sáng),một bộ phận của Tập đoàn quân số 1 của Ý gồm các phần còn lại của Afrika Korps dưới quyền Karl Bülowius đã tiến về phía Gafsa vào lúc hoàng hôn vào ngày 15 tháng 2 để tìm thị trấn bị bỏ lại, một phần của việc rút lui nhằm rút ngắn Mặt trận Đồng Minh tạo điều kiện cho việc tổ chức lại liên quan đến việc rút quân đoàn XIX Pháp để trang bị lại. Quân đoàn II Hoa Kỳ rút lui về phía Dernaia-Kasserine-Gap-Sbiba với quân đoàn XIX trên cánh trái đòng nghĩ với việc bỏ phía Đông Dorsal cùng với họ. Vào chiều ngày 17 tháng 2, quân đội của Rommel chiếm Feriana và Thelepte (cách thành phố Kasserine khoảng 24 km (15 dặm) về phía tây nam của Kasserine). Sáng 18-2 sân bay Thelepte, căn cứ không quân chính trong khu vực phía Nam của Tập đoàn quân số 1 Anh, buộc phải di tản.

### Trận đèo Kasserine
Sau khi thảo luận thêm, Bộ Tư lệnh Supremo đã đồng ý trao quyền chỉ huy hai Sư đoàn Panzer 10 và 21 vào ngày 19 tháng 2 cho Rommel nhưng lại yêu cầu ông tấn công qua Kasserine và Sbiba để đánh lên Thala và Le Kef nhằm đe dọa sườn của Tập đoàn quân số 1,kế hoạch này đã bị Đồng Minh dự đoán trước. Đề xuất ban đầu của Rommel là một cuộc tấn công giới hạn nhưng tập trung qua Kasserine để đối đầu với Quân đoàn II non kinh nghiệm tại Tébessa và cướp lấy nguồn cung cấp từ các cơ sở của Mỹ mà phía Trục đang rất cần. Mặc dù ông có Sư đoàn Panzer 10 và 21 được chuyển đến dưới quyền của ông, Rommel lo ngại rằng kế hoạch mới sẽ làm giảm sự tập trung lực lượng của mình và các bên cánh sẽ bị đe dọa.
Ngày 19 tháng 2 năm 1943, Rommel, hiện đang được chính thức chỉ huy Sư đoàn Panzer số 10 và 21, quân đoàn Afrika Korps cũng như các lực lượng của Tướng Messe trong việc bảo vệ Mareth (đổi tên là Tập đoàn quân số 1 Ý), phát động tấn công mà sau này sẽ trở thành Trận đèo Kasserine. Với hy vọng đánh bại những người lính thiếu kinh nghiệm trong một cuộc tấn công bất ngờ, ông đã tung thiêt giáp hạng nhẹ của Tiểu đoàn Trinh sát số 3 vào con đèo. Lực lượng Stark của Đại tá Alexander Stark, một lữ đoàn bao gồm các đơn vị Hoa Kỳ và Pháp, chịu trách nhiệm bảo vệ con đèo.Họ đã không có thời gian để tổ chức kĩ càng nhưng có thể chỉ đạo hỏa lực pháo của hạng nặng từ các cao nguyên bao quanh, khiến cho đơn vị cơ giới đi đầu của Afrika Korps phải dừng lại. Trước khi có thể tiếp tục, bộ binh cần phải được đưa lên cao để tìm cách loại bỏ mối đe dọa pháo binh. Nhóm chiến đấu dưới quyền Hans-Georg Hildebrand bao gồm các xe tăng từ Sư đoàn Panzer 21 đã tiến lên phía bắc từ Sbeitla về phía Sbiba Gap. Trước những đồi phía đông của Sbiba, họ bị chặn lại bởi Lữ đoàn vệ binh 1 và Đội Đặc Trách Chiến Thuật số 18 có lực lượng pháo mặt đất và pháo phòng không hỗ trợ mạnh mẽ và còn có hai trung đoàn bộ binh từ Sư đoàn Bộ Binh 34 gia nhập.
Vào sáng ngày 20 tháng 2, trận chiến giáp lá cà trong những ngọn đồi phía trên Kasserine tiếp tục trong khi Afrika Korps Kampfgruppe và một tiểu đoàn từ Sư đoàn Thiết giáp 131 Centauro và nhiều pháo binh hơn chuẩn bị cho một cuộc tấn công khác qua đèo, một khi Sư đoàn Panzer 10 gia nhập từ Sbeitla. Cuộc tấn công vào buổi sáng khá chậm chạp khi von Broich đợi các lực lượng từ sư đoàn panzer 10 của mình Rommel đã trực tiếp yêu cầu ông tấn công ngay vào chiều hôm đó.Sự áp đảo của phe Trục với không quân và pháo binh yểm hộ đã làm sụp đổ hệ thống phòng thủ của liên quân.
Sau khi vượt qua Đèo Kasserine vào chiều ngày 20 tháng 2, các đơn vị của Sư đoàn Centauro tiến về hướng tây về phía Tébessa, hầu như không gặp kháng cự. Theo sau họ là nhóm chiến đấu của von Broich từ Sư đoàn Panzer 10, chia ra ngay trên con đường tới Thala, nơi họ bị một nhóm vũ trang thuộc trung đoàn huấn luyện thuộc Lữ đoàn Thiết giáp 26 (Gore Force) làm chậm lại. Xe tăng của GF bị bắn cháy, Gore Force thiệt hại nặng nhưng đã mua thời gian cho lực lượng Nick Force, một lực lượng hỗn hợp từ Sư đoàn 6 Thiết giáp Anh, căn cứ xung quanh Lữ đoàn Thiết giáp số 26 với bộ binh và pháo binh (mà Anderson đã ra lệnh ngày hôm trước rời khỏi khu Kesra để Tăng cường phòng thủ Thala) chuẩn bị các vị trí phòng thủ xa hơn trên đường. Trong khi đó, Fredendall đã gửi CCB của Sư đoàn 1 Thiết giáp để chống lại mối đe dọa vào Tébessa.
Đến 1 giờ chiều ngày 21 tháng 2, nhóm von Broich đã đối đầu với Lữ đoàn Thiết giáp 26 trên Đường Thala và tiến lên chậm. Rommel đã trực tiếp chỉ huy cuộc tấn công và buộc họ phải rút vào 4 giờ chiều. Tuy nhiên, Lữ đoàn Thiết giáp 26 đã có thể rút lui một cách hợp lý để sau đó cuối cùng phòng thủ trước Thala. Cuộc chiến tại vị trí này bắt đầu lúc 7 giờ tối và tiếp tục ở các khu vực lân cận trong ba tiếng đồng hồ mà không bên nào có thể đạt được lợi thế quyết định. Nick Force đã hứng chịu những đòn tấn công dữ dội và không còn có thể giữ được ngày hôm sau. Tuy nhiên, vào đêm đó, thêm 48 khẩu pháo từ Sư đoàn bộ binh 9 Hoa Kỳ đã đến sau chuyến đi dài 1.300 km từ Ma-rốc trên những con đường nghèo nàn và trong thời tiết xấu. Vào sáng ngày 22 tháng 2, khi Broich chuẩn bị tấn công, mặt trận của ông bị một đòn pháo binh phủ đầu. Bất ngờ, Rommel nói với Broich để tập hợp lại và xây dựng một thế thế phòng thủ, vì vậy từ bỏ thế chủ động.
Nhóm chiến đấu thuộc Sư đoàn Panzer 21 ở Sbiba không đạt được thành tựu nào. Xa hơn về phía nam, Afrika Korps trên đường tới Tébessa đã bị chặn lại vào ngày 21 tháng 2 bởi thiết giáp và pháo binh của CCB nằm trên những dốc của Djebel Hamra. Một nỗ lực để tạt sườn họ trong đêm 21 tháng 2, trở thành một thất bại nặng nề. Một cuộc tấn công khác vào đầu ngày 23 tháng 2 lại bị đánh lại. Trong một cuộc gặp gỡ phẫn nộ vào ngày 22 tháng 2 với Kesselring, Rommel chỉ ra rằng phải đối mặt với sự phòng vệ vững chắc và tin tức rằng các đơn vị đi đầu của Tập đoàn quân số 8 Anh cuối cùng đã đến được Medenine, chỉ cách Mareth Line vài dặm, ông nên chấm dứt các cuộc tấn công và rút lui để hỗ trợ Bảo vệ Mareth, hy vọng rằng cuộc tấn công Kasserine đã gây ra thiệt hại đủ để ngăn chặn bất kỳ hành động tấn công từ phía tây. Kesselring đã rất quan tâm để tiếp tục tấn công nhưng cuối cùng đã đông ý với Rommel vào buổi tối và Bộ Tư lệnh Supremo chính thức chấm dứt chiến dịch. Các lực lượng Trục từ Kasserine đã tới Mareth Line vào ngày 25 tháng Hai.

### Kết quả
Trận đánh là một thắng lợi to lớn về chiến thuật của phe Trục khi đánh thiệt hại nặng Quân đoàn II Hoa Kì và chiếm được lượng lớn hàng tiếp tế và bắt sống nhiều tù binh.Song, sự kháng cự bền bỉ của Đồng Minh, sự thiếu phối hợp (Arnim không những không tham gia đánh Tebessa mà còn giữ lại những đơn vị xe tăng Tiger quan trọng của Sư đoàn Thiết giáp 10) và khả năng tiếp vận kém của Ý đã khiến quân Trục không phát huy được thế chủ động biến đây thành một thất bại về chiến lược của họ.Không thể dứt điểm được hướng Tây,giờ đây quân Trục bị vây giữa hai Tập đoàn quân 1 và 8 của Anh và rơi vào thế bị động.
Thất bại này được xem là một trong những thảm bại lớn nhất của quân đội Hoa Kì trong lịch sử.Sau trận đánh,một cuộc tái tổ chức toàn cục đã được thưc hiện và trong những trận đánh về sau khả năng phối hợp của quân Đồng Minh đã hiệu quả hơn nhiều.

## Tái tổ chức bộ chỉ huy Đồng Minh và phe Trục
Vào ngày 6 tháng 3 năm 1943,George S. Patton thay Fredendall làm chỉ huy của Quân đoàn II Hoa Kỳ, với Omar Bradley làm Tư lệnh Quân đoàn.Các chỉ huy được nhắc nhở rằng các đơn vị lớn nên được giữ tập trung để đảm bảo sưc mạnh trên chiến trường thay vì trải rộng quân như Fredendall đã triển khai. Điều này có tác dụng dự định để cải thiện việc kiểm soát hỏa lực của pháo binh Mỹ đang có và hỗ trợ không quân ở gần cũng yếu (mặc dù điều này đã bị cản trở bởi điều kiện thời tiết nói chung).

Hội nghị Casablanca đã thông qua quyết định bổ nhiệm Tướng Harold Alexander làm Phó Chánh Tư lệnh Lực lượng Đồng minh ở Bắc Phi thuộc Pháp. Điều này có hiệu lực vào ngày 20 tháng 2 và đồng thời để phối hợp hoạt động của hai tập đoàn quân của ông ở Tunisia, Eisenhower tại AFHQ đã sáp nhập Tập đoàn quân số một và số tám dưới một đơn vị mới, Cụm tập đoàn quân 18, mà Alexander là Tư lệnh. Ngay sau khi nhận tin mình được bổ nhiệm, Alexander báo cáo với London.
... Tôi thực sự bị sốc với toàn bộ tình hình khi tôi thấy nó... Sai lầm thực sự là thiếu sự chỉ đạo từ bên trên ngay từ khi bắt đầu, không có mục đích và không có kế hoạch.
Mục đích của Anderson là tái tổ chức mặt trận thành các khu vực quân đội thống nhất các quốc gia và tạo ra các khu vực vững chắc nhằm lấy lại thế chủ động, cũng như những ưu tiên được thể hiện trong các lệnh của Alexander vào ngày 20 tháng 2. Ngày 21 tháng 2, Alexander tuyên bố mục tiêu của mình là tiêu diệt tất cả các lực lượng địch ở Tunisia bằng cách để Tập đoàn quân số 8 xung phong ở phía Bắc của Gabès, trong khi Tập đoàn quân số 1 tấn công để thu hút các lực lượng dự phòng mà sẽ được sử dụng để chống lại Tập đoàn quân số 8. Quân đội sẽ xây thêm các sân bay cho các lực lượng Không quân Đồng Minh. Lính thủy đánh bộ, không quân và hải quân phối hợp của Đồng Minh sẽ giăng một cái lưới quanh các lực lượng của Trục tại Tunisia vào ngày 30 tháng 4, để đáp ứng đúng thời hạn tại Hội nghị Casablanca để có thể chiếm Sicily trong thời tiết thuận lợi của tháng Tám.
Hội nghị Casablanca đã đồng ý tổ chức lại các lực lượng không quân ở Địa Trung Hải để phối hợp chặt chẽ hơn; Tổng tư lệnh Không quân Arthur Tedder được bổ nhiệm làm Tư lệnh Không quân Địa Trung Hải, chịu trách nhiệm về tất cả các hoạt động không quân Đồng Minh ở Địa Trung Hải và Thiếu tướng Carl Spaatz trở thành Chỉ Huy của Không quân Phi Châu dưới quyền của Tedder, chịu trách nhiệm về tất cả các hoạt động không quân ở Tunisia. Đến ngày 23 tháng 2, chỉ huy không quân Arthur Coningham đã kế nhiệm Kuter trong Bộ Tư lệnh Không quân Liên quân, trở thành Tư lệnh tác chiến không quân Tây Bắc Phi dưới quyền Spaatz, với Không lực Sa mạc hỗ trợ Tập đoàn quân số 8, dưới sự kiểm soát hoạt động của chiến dịch.
Coningham phát hiện ra rằng Không lực Sa mạc chính là những đơn vị không quân đầu tiên chiến đấu tại Bắc Phi từ năm 1941. Những bài học của chiến dịch Sa mạc Tây không được sử dụng trong việc lên kế hoạch cho Chiến dịch Bó đuốc, điều này làm hạn chế khả năng của không quân, vốn đã thiếu máy bay và vật tư, để cung cấp hỗ trợ chiến thuật cho quân đội trong Chiến dịch Tunis. Coningham thống nhất các mệnh lệnh của Anh và Mỹ và hướng dẫn họ trong các hoạt động mới.
Phía Trục cũng kết hợp hai Tập đoàn quân của họ. Hitler và Bộ Tư lệnh Tối cao Wehrmacht (OKW) tin rằng Arnim nên là chỉ huy nhưng Kesselring đề cử Rommel. Như vậy Rommel được chỉ định làm chỉ huy Cụm Tập đoàn quân Châu Phi mới vào ngày 23 tháng 2.

## Mặt trận phía nam quanh Mareth

### Chiến dịch Capri
Bài chi tiết: Trận Medenine
Tập đoàn quân số 8 đã củng cố trước các lực lượng phòng vệ Mareth kể từ ngày 17 tháng 2 và đưa các đơn vị do thám về phía tây vào ngày 26 tháng 2. Vào ngày 6 tháng 3 năm 1943, ba sư đoàn thiết giáp của Đức, hai sư đoàn cơ giới và 9 sư đoàn của Ý, đã khởi động Chiến dịch Capri, một cuộc tấn công hướng về phía Nam theo hướng Medenine, điểm mạnh nhất ở phía nam của quân Anh. Cuộc tấn công của phe Trục đã bị đẩy lùi khi những chiếc pháo chống tăng nòng lớn loại đến 55 chiếc xe tăng khỏi vòng chiến đấu. Với sự thất bại của Capri, Rommel quyết định rằng cách duy nhất để cứu các đội quân của phe Trục là từ bỏ chiến dịch và vào ngày 9 tháng 3 đã đến Ý để thảo luận với Bộ Tư lệnh Supremo ở Rome để rồi ông không có được bất cứ ủng hộ nào.Không bỏ cuộc,vào ngày 10 tháng 3 ông trực tiếp đến gặp Hitler tại tổng hành dinh ở Ukraine, cố gắng thuyết phục ông ta từ bỏ Tunisia và rút toàn bộ quân lực về phòng thủ châu Âu. Hitler từ chối và Rommel đã bị huyền chức trong bí mật nghiêm ngặt, lí do chính thức được đưa ra là Rommel đổ bệnh. Arnim trở thành chỉ huy của Cụm Tập đoàn quân Châu Phi.

### Chiến dịch Pugilist
Bài chi tiết: Trận chiến trên tuyến Mareth
Montgomery tung ra Chiến dịch Pugilist vào tuyến Mareth vào đêm 19-20 tháng 3 năm 1943. Các bộ phận của Sư đoàn Bộ binh số 50 (Northumbrian) xâm nhập vào chiến tuyến và thiết lập một đầu cầu phía tây Zarat vào ngày 20/21 tháng 3. Một cuộc tấn công được xác định bởi Sư đoàn Bộ binh số 15 đã phá hủy điểm này và thiết lập lại chiến tuyến trước ngày 22 tháng 3. Ngày 26 tháng 3, Quân đoàn X (Trung tướng Brian Horrocks) tấn công quanh Matmata Hills, chiếm được Tebaga Gap và thị trấn El Hamma ở cực bắc của chiến tuyến trong chiến dịch Supercharge II, khiến tuyến Mareth không thể đứng vững. Ngày hôm sau những khẩu súng chống tăng từ các đơn vị Đức và Ý đã làm chậm đà tấn công của Quân đoàn X để có thời gian rút quân. Trong 48 giờ tiếp theo, các đơn vị chặn hậu cuối cùng của Quân Trục rút khỏi Tuyến Mareth thành lập một vị trí mới phòng thủ cách 60 km (37 dặm) về phía tây bắc tại Wadi Akarit gần Gabès.

## Gabès
Bài chi tiết: Trận El Guettar và Trận Wadi Akarit
Quân đoàn II Hoa Kỳ được tổ chức lại bắt đầu tấn công và lọt được vào phía sau phòng tuyến quân Trục; Sư đoàn Panzer 10 đã phản công tấn công tại Trận El Guettar vào ngày 23 tháng 3. Các xe tăng của Đức xung phong vào một bãi mìn của các đơn vị dẫn đầu của lực lượng Hoa Kỳ rồi bị tấn công dồn dập bởi hỏa lực của các đơn vị pháo binh và pháo chống tăng. Sư đoàn Panzer 10 nhanh chóng mất đến 30 xe tăng và bỏ chạy khỏi bãi mìn. Một cuộc tấn công thứ hai vào chiều muộn được hỗ trợ bởi bộ binh, cũng bị đẩy lui và Sư đoàn 10 Panzer kiệt quệ phải triệt thoái về Gabès.May cho quân Trục, Quân đoàn II Hoa Kỳ đã không thể khai thác được thất bại của Đức và các cuộc tấn công riêng lẻ đều bị chặn đứng bởi Sư đoàn 10 Panzer hoặc sư đoàn Panzer 21 phản công trên đường từ Gabès. Sự phối hợp của lực lượng Không quân và mặt đất đồng minh vẫn không đạt yêu cầu. Tập đoàn quân số 8 và Quân đoàn II Hoa Kỳ tấn công vào tuần tới và ngày 28 tháng 3,Tập đoàn quân số 8 chiếm được El Hamma, buộc phe Trục từ bỏ Gabès và triệt thoái về phía bắc nơi Tập đoàn quân Panzer 5 đóng. Các ngọn đồi phía trước của lực lượng Mỹ đã bị bỏ trống đã cho phép họ kết hợp được với lực lượng Anh tại Gabès ngày hôm đó. Sư đoàn New Zealand 2 và Sư đoàn Thiết giáp số 1 đã truy đuổi quân Đức cách đó 225 km (140 dặm) về phía bắc tới các vị trí phòng thủ ở các ngọn đồi phía tây Enfidaville, nơi này được quân Đức chiếm giữ cho tới kết thúc chiến dịch.

## Quân khu phía bắc từ tháng 2 đến tháng 4 năm 1943
Ngày 26 tháng 2, Arnim, sai lầm khi cho rằng trận Kasserine đã làm quân Đồng Minh suy yếu ở phía bắc quyết định củng cố phía Nam, tung ra Unternehmen Ochsenkopf (Chiến dịch Ox Head) nhăm vào Quân đoàn V, trên mặt trận rộng và được chỉ huy bởi tướng Weber. Các cuộc tấn công chính thuộc quân đoàn Weber, có Sư đoàn Bộ binh 334, sư đoàn Hermann Göring mới đến và một phần của Sư đoàn 10 Panzer thước đó không tham gia Unternehmen Frühlingswind (Cuộc hành quân gió xuân). Lực lượng của Weber đã được tiến lên thành ba hướng: hướng trung tâm di chuyển về hướng tây về Medjez elbab; hướng ở phía bắc tiến về phía tây nam, trên tuyến đường từ Mateur đến Beja (đó là khoảng 40 km (25 dặm) về phía tây Medjez) và hướng thứ ba đánh về phía tây 25 dặm (40 km) về phía nam của Medjez. Cánh phía Bắc của quân đoàn của Weber được bảo vệ bởi Sư đoàn Manteuffel tiến về phía tây (Cuộc hành quân Ausladung) và buộc quân đồng minh rút lui khỏi các vị trí của họ đối diện với Đồi Xanh và quân Trục chiếm Trạm Jefna.
Mục đích của Cuộc hành quân Ausladung là giành quyền kiểm soát thị trấn quan trọng Djebel Abiod. Cuộc tấn công này của Sư đoàn Manteuffel rất thuận lợi qua các ngọn đồi được bảo vệ yếu kém trong tay quân Pháp giữa Cap Serrat và thị trấn đường sắt Sedjenane. Các cuộc phản công đẫm máu vào ngày 27 tháng 2 và 2 tháng 3 bởi một phần của Lữ đoàn Bộ binh số 139, Bộ Binh số 46, Tiểu đoàn biệt kích số 1 và pháo binh hỗ trợ chỉ giúp trì hoãn tốc độ của Quân Trục. Việc rút quân các tiểu đoàn của Pháp ở vùng Medjez để tham gia vào Quân đoàn XIX,đã tạo khoảng trống cho quân Đức chiếm các vùng đất cao xung quanh thị trấn, vốn đã bị rơi vào tình thế nguy hiểm.Kết quả là,Quân Anh bỏ lại Sedjenane vào ngày 4 tháng 3 và Lữ đoàn Bộ binh 139 từng bước bị đẩy lùi trong vòng ba tuần tới 24 km (15 dặm) về hướng Djebel Abiod.

### Operation Ochsenkopf
Bài chi tiết: Cuộc hành quân Ochsenkopf
Cuộc tấn công chính, Ochsenkopf đã dẫn đến trận chiến khốc liệt - Kampfgruppe Lang tấn công ở khu vực phía Bắc đã bị lực lượng pháo binh nhỏ và một tiểu đoàn của Trung đoàn Hampshire cầm chân cả ngày tại Sidi Nsir và Hampshire Farm. Sự chậm trễ này rất quan trọng và kết quả là Quân Anh đã có thể chuẩn bị một chiến trường chết chóc tại Hunts Gap (một khu vực giữa Medjez và cách Béja khoảng 24 km (15 dặm). Trong cuộc tấn công phía Nam, Kampfgruppe Audorff đã đánh sang hướng tây về Medjez el Bab nhưng một đơn vị đặc biệt của Anh, sư đoàn Y đã đẩy lùi cuộc tấn công tại hướng này, đặc biệt là sau khi hai chiếc xe tăng Churchill phá hủy toàn bộ đoàn vận tải của Đức tại một nơi gọi là ''nông trại Steamroller''. Cuộc tấn công cuối cùng của lực lượng sứt mẻ nghiêm trọng Kampfgruppe Lang đã bị đánh bại tại Hunts Gap bởi Lữ đoàn Bộ binh số 128 của Sư đoàn Bộ binh số 46 với pháo binh áp đảo, không quân RAF yểm hộ và hai đại đội xe tăng Churchill dưới sự chỉ huy từ Quân Bắc Ailen.
Trận chiến kéo dài cho đến ngày 5 tháng 3 và trong điều kiện thời tiết khủng khiếp, cuộc hành quân được chấm dứt bởi Arnim. Sự thất bại đã khiến cho Quân Trục thiệt hại nặng nề cả bộ binh cũng như xe tăng, đặc biệt là sự mất mát của nhiều chiếc Tiger. Ochsenkopf đã trở thành cuộc tấn công lớn nhất của Quân Trục được thực hiện bởi Tập đoàn quân Panzer 5. Ngày 25 tháng 3, Alexander ra lệnh cho cuộc tấn công trên Mặt trận của Quân đoàn V và vào ngày 28 tháng 3, Anderson tấn công bằng Sư đoàn Bộ Binh 46 với Lữ đoàn Bộ Binh 138 và Lữ đoàn Bộ binh 128 là quân dự bị và được tăng cường bởi Lữ đoàn Bộ binh 36, Lữ đoàn Dù 1 Và các đơn vị Pháp bao gồm một đơn vị quân Marốc Goumiers chuyên gia đánh vùng núi, pháo binh của hai sư đoàn tiếp viện từ các nguồn lực dự trữ. Trong bốn ngày, cuộc tấn công đã thành công trong việc thu hồi tất cả các phần đất bị mất và bắt sống 850 tù nhân Đức và Ý. Vào ngày 7 tháng 4, Anderson ra lệnh cho Sư đoàn 78 Bộ Binh quét sạch tuyến đường Béja-Medjez. Được hỗ trợ bởi pháo binh và không quân tầm gần, họ tiến lên một cách thận trọng qua 16 km (10 dặm) trên địa hình núi khó khăn trong mười ngày tiếp theo, dọn dẹp toàn bộ 16 km (10 dặm) phía trước. Sư đoàn Bộ binh thứ 4 tham gia chiến đấu vào vị trí bên trái của Sư đoàn 78 và đánh đến Sidi Nisr.

## Kết thúc chiến dịch

### Những kế hoạch cho đòn tấn công cuối cùng
Chỗ lồi ở Medjez đã bị tiêu diệt và những con đường nằm trong khu vực của Quân đoàn V đã được dọn sạch giúp Anderson có thể tập trung thực hiện mệnh lệnh từ ngày 12 tháng 4 của Alexander để chuẩn bị cuộc tấn công quy mô lớn, dự kiến vào ngày 22 tháng 4 nhằm giành được Tunis.Trong giai đoạn này, không quân Đồng minh đã được chuyển tới các sân bay ở Tunisia nhằm ngăn chặn việc quân tiếp viện của quân Trục tới Bắc Phi (Chiến dịch cây gai) với kết quả một số lượng lớn máy bay vận tải của Đức đã bị bắn rơi giữa Sicily và Tunis. Các tàu khu trục của Anh hoạt động từ Malta đã ngăn chặn toàn bộ hải quân tiếp viện, củng cố hoặc di tản Tunisia bằng đường biển (Chiến dịch trả thù). Đô đốc Cunningham, chỉ huy lực lượng đặc nhiệm Hải quân Eisenhower, đã ban hành lệnh của Nelsonian cho các tàu của ông: "Đánh chìm,đốt cháy,chiếm và phá hủy.Không để bất cứ thứ gì vượt qua" nhưng rất ít các tàu của quân Trục thậm chí đã cố gắng vượt qua đó. Đến ngày 18 tháng 4, sau khi các lực lượng của Tập đoàn quân số 8 tấn công từ phía Nam và các cuộc tấn công bên sườn của Quân đoàn IX Anh và Quân đoàn XIX của Pháp, lực lượng của phe Trục đã bị đẩy vào một tuyến phòng thủ ở bờ biển phía đông bắc của Tunis, cố gắng bảo vệ tuyến đường cung cấp một cách tuyệt vọng để tiếp tục cuộc chiến lâu dài.
Alexander lập kế hoạch trong khi Quân đoàn II Hoa Kỳ tấn công về phía Bắc hướng tới Bizerte, Tập đoàn quân số 1 sẽ tấn công Tunis trong khi Tập đoàn quân số 8 tấn công phía bắc Enfidaville. Anderson sẽ phối hợp các hành động của Tập đoàn quân 1 và Quân đoàn II, đưa ra các mệnh lệnh thích hợp để đạt được điều này. Kế hoạch của Anderson là mũi tấn công chính sẽ nằm ở trung tâm của Mặt trận của Quân đoàn V tại Medjez, đối đầu trực tiếp với các lực lượng chính của quân Trục phòng thủ ở đây. Tuy nhiên, Quân đoàn IX Anh ở bên phải sẽ tấn công phía đông-bắc với ý định đánh ra phía sau của Medjez bằng tốc độ và tiêu diệt quân thiết giáp của đối phương.Quân đoàn II Hoa Kỳ sẽ thực hiện cú đẩy đôi: một nhằm chiếm được vùng đất cao bên cánh trái của quân đoàn V và một đánh về phía Bizerte. Quân đoàn XIX của Pháp sẽ được giữ lại cho đến khi Quân đoàn IX và Tập đoàn quân số Tám đã thu hút cá lưvj lượng chính của phe Trục và sau đó tiến về phía Pont du Fahs.

### Trận chiến
Các lực lượng Đồng minh đã được tổ chức lại và ngay trong đêm 19/4/1974, Tập đoàn quân số 8 chiếm Enfidaville đánh lại Sư đoàn Cơ giới số 16 Ý, Pistoia, đã phản công nhiều lần trong ba ngày tiếp theo và bị đẩy lui, chiến sự tại Takrouna xảy ra tương tự.Cuộc tiến công về phía Bắc của Tập đoàn quân số 8 đã che chắn mặt trận phía đông của Quân đoàn II Hoa Kỳ giúp quân đoàn này tập trung lực lượng vào phía bắc của Mặt trận Đồng Minh. Arnim biết rằng cuộc tấn công của Đồng minh sắp xảy ra và đã tấn công vào đêm 20/21/4, giữa Medjez và Goubellat ở mặt trận của quân đoàn IX. Sư đoàn Hermann Goring hỗ trợ bởi xe tăng từ Sư đoàn Panzer 10 thâm nhập đến 5 dặm (8,0 km) tại một số vị trí nhưng không thể tạo ra một thay đổi đáng kể nào và buộc phải rút về vị trí ban đầu. Không có sự gián đoạn nghiêm trọng nào gây ra cho các kế hoạch của Đồng minh, ngoại trừ cuộc tấn công đầu tiên của Quân đoàn IX đã bị lùi lại bốn giờ từ 4 giờ sáng ngày 22 tháng 4.
Sáng ngày 22 tháng 4, Sư đoàn 46 tấn công trên mặt trận quân đoàn IX, tạo khoảng trống cho Sư đoàn 6 Thiết giáp tiến lên vào buổi tối, tiếp theo là Sư đoàn Thiết giáp số 1, tấn công phía đông trong hai ngày tiếp theo nhưng không đủ nhanh để ngăn chặn sự thiết lập của một dàn pháo chống tăng mạnh và làm chậm tiến độ của họ. Trận chiến đã thu hút được lực lượng dự trữ của quân Trục về giáp nam, cách xa mặt trận trung tâm. Khi thấy rằng không có tiến bộ nào khác, Anderson đã rút Sư đoàn 6 và phần lớn Sư đoàn bộ binh 46 vào trong lực lượng dự trữ. Cuộc tấn công của Quân đoàn V bắt đầu vào tối ngày 22 tháng 4 và Quân đoàn II Hoa Kỳ khởi động cuộc tấn công vào những giờ đầu tiên của ngày 23 tháng 4 trong Trận đồi 609, trong đó đồi đã bị tiêu diệt, mở đường tới Bizerte. Trong trận chiến ác liệt với Sư đoàn Hermann Göring, Sư đoànn 334 và Sư đoàn Panzer 15,Quân đoàn V đã sử dụng Sư đoàn Bộ binh số 1, 4 và 78 được hỗ trợ bởi các xe tăng và tập trung pháo binh hạng nặng của Tập đoàn quân để chiếm được hầu hết các vị trí phòng thủ của quân Trục và tiến sâu 9,7 km (6 dặm) trong 8 ngày.
Trận chiến đã gây tổn thất rất lớn nhưng trong trận Longstop Hill, đồi Longstop bị tiêu diệt đã mở đường đến Tunis và Anderson cảm thấy một bước đột phá sắp xảy ra.Ngày 30 tháng 4, sau khi một nỗ lực thất bại của Lữ đoàn Bộ binh 169 của Sư đoàn Bộ binh 56 (London),đơn vị này vừa mới di chuyển qua 3300 dặm từ Syria, cả Montgomery và Alexander đều nhận ra rõ ràng rằng mũi tấn công của Tập đoàn quân số 8 từ phía Bắc Enfidaville vào phòng tuyến mạnh trên địa hình địa hình khó khăn sẽ không thành công. Tướng Alexander yêu cầu Montgomery chuyển Sư đoàn 7 Thiết giáp của Anh, Sư đoàn Bộ binh Ấn Độ số 4 và Lữ đoàn vệ binh Mô tô 201 từ Tập đoàn quân số 8 tới Tập đoàn quân số 1, gia nhập với Sư đoàn Thiết giáp 1 đã được chuyển giao trước cuộc tấn công chính.
Việc bố trí lại hoàn thành vào đêm 5 tháng 5; Anderson đã sắp đặt một số xe tăng giả ở gần Bou Arada ở mặt trận quân đoàn IX làm lệch hướng sự chú ý tới sự có mặt của Sư đoàn Thiết giáp thứ 7 trong khu vực Medjez và đạt được một sự bất ngờ đáng kể về sự chênh lệch số lượng thiết giáp khi cuộc tấn công bắt đầu. Cuộc tấn công cuối cùng được tung ra vào lúc 3 giờ 30 phút sáng ngày 6 tháng 5 do Quân đoàn IX, chỉ huy bởi trung tướng Brian Horrocks, người đã tiếp quản từ Trung tướng John Crocker, người đã bị thương. Quân đoàn V, dưới sự chỉ huy của Trung tướng Charles Walter Allfrey, đã tiến hành một cuộc tấn công kết hợp vào ngày 5 tháng 5 chiếm được vùng đất cao giúp bảo vệ cánh trái của Quân đoàn IX. Các Sư đoàn Ấn Độ 4 và Sư đoàn 4, tập trung vào một mặt trận hẹp và được hỗ trợ bởi mật độ cao của pháo binh hạng nặng, đã phá vỡ một lỗ hổng trong phòng thủ giúp các sư đoàn Thiết giáp 6 và 7 đi qua. Vào ngày 7 tháng 5, Thiết giáp Anh đánh vào Tunis và bộ binh Mỹ từ Quân đoàn II, tiếp tục tiến lên phía bắc, đánh vào Bizerte.

## Kết quả chiến dịch

### Quân Trục đầu hàng
Sáu ngày sau khi Tunis và Bizerte thất thủ,sự kháng sự cuối cùng của quân Trục ở châu Phi kết thúc bằng việc đầu hàng của hơn 230.000 tù nhân chiến tranh (POWs).Thiếu tướng Lucian Truscott, chỉ huy Sư đoàn Bộ binh 3 Hoa Kỳ và Thiếu tướng Ernest N. Harmon, chỉ huy Sư đoàn Bộ binh Hoa Kỳ 1, báo cáo rằng sự kháng cự của quân Đức ở khu vực của Mỹ chấm dứt vào ngày 6 tháng 5 và quân đội Đức bắt đầu đầu hàng. Vào ngày 8 tháng 5, sư đoàn 334 đầu hàng quân đội Anh giữa Mateur và Tebourba.Lúc 10 giờ sáng ngày 9 tháng 5, Quân đoàn II Hoa Kỳ, hiện dưới sự chỉ huy của Thiếu tướng Omar Bradley, đã bắt được Tướng Gustav von Vaerst và phần còn lại của Tập đoàn quân Panzer số 5 đầu hàng trước buổi chiều. Ít nhất 12.000 người Đức đầu hàng trong khu vực của thiếu tướng Fritz Krause (trong số 25.000 tù nhân ban đầu, dưới 400 là người Ý). Khoảng 22.000 người Đức ở khu vực Zaghouan miền núi cũng đã ngừng chiến đấu vào ngày 11 tháng 5 và đầu hàng với vũ khí của họ cho người Pháp Tự Do.
Các lực lượng Anh và Khối thịnh vượng đã báo cáo bắt được 150.000 tù binh Trục trong khu vực do quân Đức kiểm soát từ 5 tháng 5 đến 12 tháng 6.Thiếu tướng Theodor von Sponeck, chỉ huy Sư đoàn thiết giáp hạng nhẹ 90 đã đầu hàng vô điều kiện trước Sư đoàn 2 New Zealand, trước sự đe doạ chiến đấu cho đến cuối. Messe, chỉ huy Tập đoàn quân số 1 Ý, giữ đường phía bắc Takrouna và vào ngày 12 tháng 5,Bộ chỉ huy Supremo đã thề tiếp tục chiến đấu. Lúc 7 giờ 55 phút tối hôm đó, sau khi Quân Đức đầu hàng, Mussolini ra lệnh cho Messe đầu hàng. Ngày hôm sau, quân đội số 1 vẫn đang tiếp tục chiến đấu nhưng 80.000 người còn lại bị bao vây; RAF và pháo binh tiếp tục bắn phá và khoảng giữa trưa,Tập đoàn quân số 1 Ý đầu hàng Tập đoàn quân số 8.